# ヒメヒカゲ
ヒメヒカゲ（姫日陰、学名：Coenonympha oedippus）は、タテハチョウ科ジャノメチョウ亜科に属するチョウの一種。

## 形態
翅裏は茶色地に、中央に銀紋を配した金環の蛇の目模様がはっきりと並ぶ。後翅裏では前縁に1つ、外縁に沿って小大大小と4つの金環が現れ、地域によってはこの4連金環の内側には黄褐色の帯が並行にかかる個体群もある。

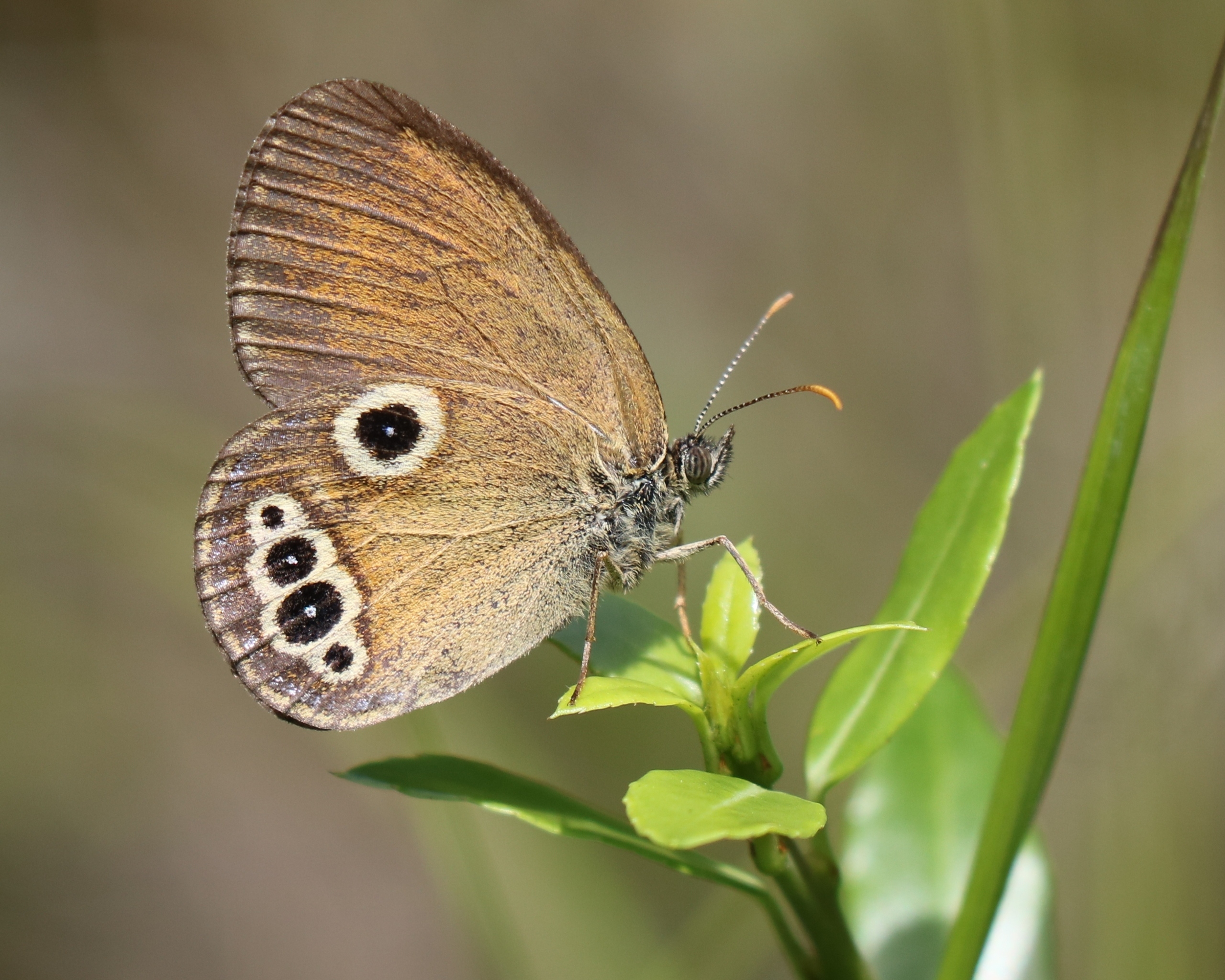
オス
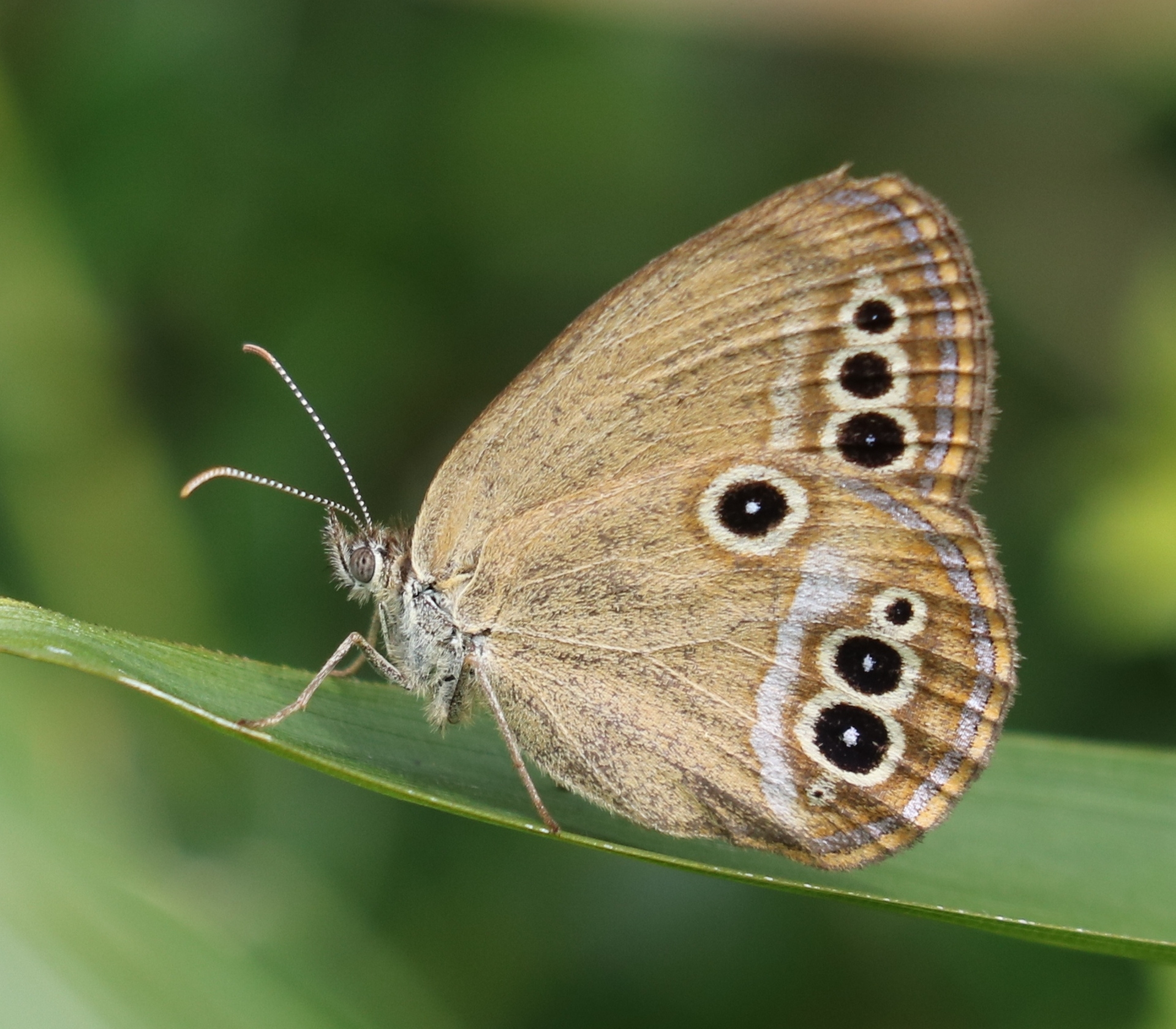
メス

近縁種にシロオビヒメヒカゲがいる。北海道にのみ生息し、斑紋はかなり異なるので区別は容易。

## 生態
主に乾性草原に生息するが、ゴルフ場の開発などによって絶滅に追い立てられている。成虫はあまり花は訪れない。
幼虫の食草はヒカゲスゲ・ヒメカンスゲ・アオスゲ・ショウジョウスゲなどのカヤツリグサ科植物、まれにススキ。卵は食草の葉や茎、あるいは食草付近に独立して産みつけられる。年1化性で成虫は6～7月にかけて発生。越冬態は3齢幼虫。

## 分布
ユーラシア大陸中北部に分布する。
日本では生息地は局所的に分断されている。長野県以西の本州中部、近畿（まれ）、中国山地。分断されて生息しているためいくつかの地理的変異がある。

## 種の保全状況評価
本州中部亜種C. o. annulifer
- 絶滅危惧IA類 (CR)（環境省レッドリスト）

本州西部亜種C. o. arothius
- 絶滅危惧IB類 (EN)（環境省レッドリスト）